# Liste des maires d'Oraison
Cet article dresse une liste par ordre de mandat des maires d'Oraison.

## Liste des maires et de leurs mandats

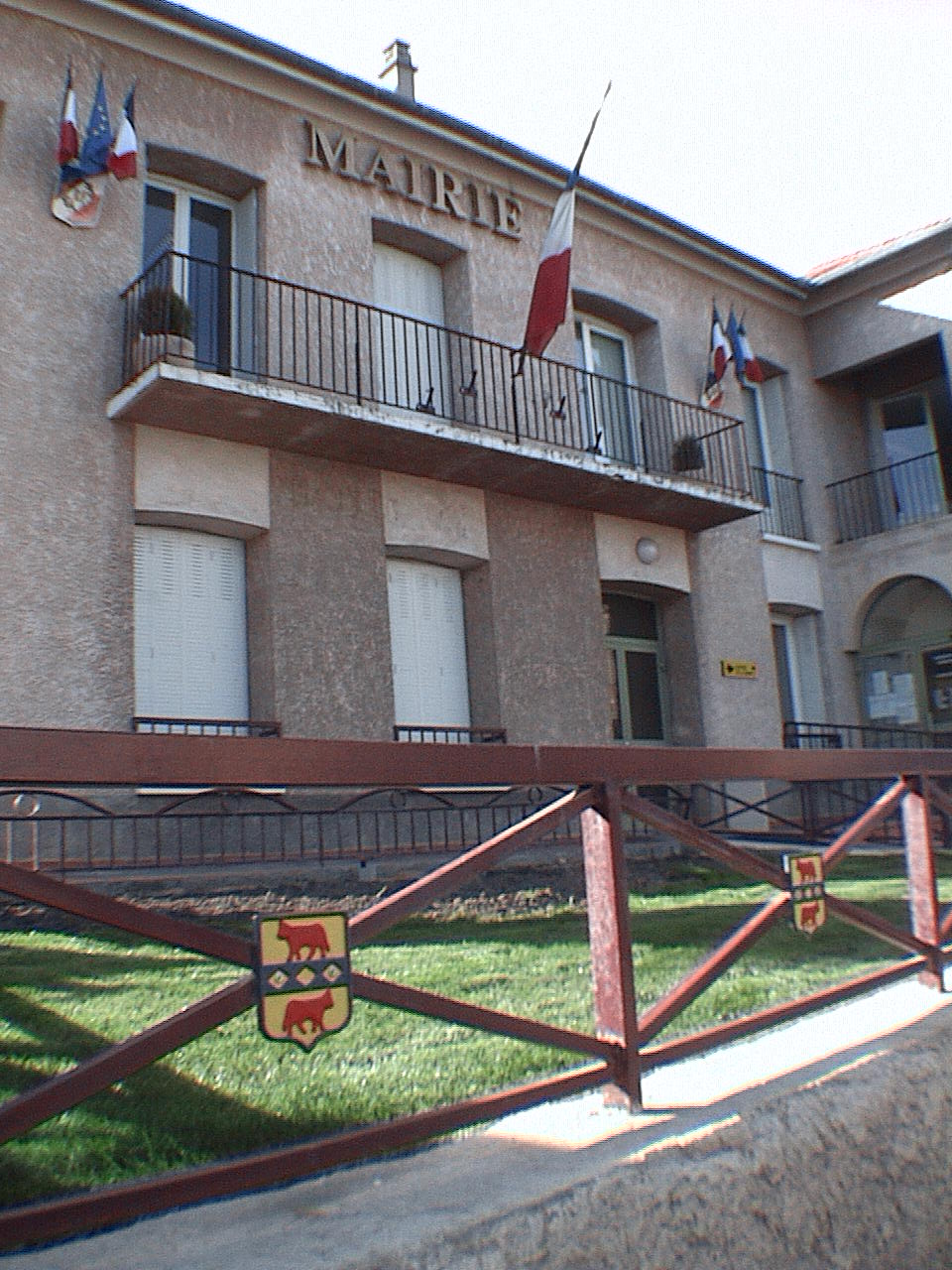
L'hôtel de ville d'Oraison.

| Période        | Période      | Identité                 | Étiquette                 | Qualité |
| -------------- | ------------ | ------------------------ | ------------------------- | --- |
| 20/02/1790     | 27/11/1791   | Jean François Galicy     | Inconnu                   | Il est entrepreneur. Il est élu au suffrage censitaire,. |
| 13/11/1791     | 20/11/1791   | Joseph Pancrace Itard    | Inconnu                   | Il est "menuisier- négociant". Il est élu avec 38 suffrages pour 45 électeurs. Il démissionne pour raison de santé.                                                                                     |
| 27/11/1791     | 27/11/1791   | Jean François Gueydon    | Inconnu                   | Il refuse la charge . |
| 11/12/1791     | 11/07/1792   | Jean-Louis Bournet       | Inconnu                   | Il démissionne pour raison de santé . |
| 29/07/1792     | 02/12/1792   | Charles Reynoard         | Inconnu                   | Il est élu à l'unanimité . |
| 02/12/1792     | 06/12/1792   | Joseph Bernard           | Inconnu                   | Il est avocat de formation. Il refuse la charge . |
| 07/01/1793     | 09/10/1793   | Jean-François Gueydon    | Inconnu                   | Il est élu confortablement mais refuse la charge . |
| 01/10/1793     | 08/12/1793   | Jean-Louis Bournet       | Inconnu                   | Il démissionne en cours de mandat. Il est nommé juge à Digne. |
| 20/12/1793     | 29/08/1795   | Jean-Gaspard Galicy      | Inconnu                   | Il est capitaine de la garde nationale.Le représentant du peuple du district le nomme Maire. Le Procureur de Digne le révoque .                                                                         |
| 29/08/1795     | 03/12/1795   | François Aubert          | Inconnu                   | La charge de maire est interrompue ,. |
| 03/12/1795     | 08/04/1796   | Martin Paul Bernard      | Inconnu                   | 1er Président du canton Oraison-Le Castellet-Entrevennes. |
| 08/04/1796     | 14/03/1797   | Jean Astoin              | Inconnu                   | . |
| 08/04/1797     | 29/10/1797   | Joseph Négre             | Inconnu                   | Il est exploitant agricole. Il anticipe sa révocation en démissionnant . |
| 03/11/1797     | 14/11/1797   | Antoine Breissand        | Inconnu                   | Il refuse la charge. |
| 23/11/1797     | 24/11/1797   | Charles Hugues           | Inconnu                   | Il refuse la charge. |
| 24/11/1797     | 24/11/1797   | Antoine Angelvin         | Inconnu                   | Il refuse la charge. |
| 01/12/1797     | 19/05/1800   | Jean Astoin              | Inconnu                   | Il est d'abord nommé à titre provisoire, puis confirmé. |
| 19/05/1800     | 17/11/1805   | Joseph Allemand          | Inconnu                   | Il est avocat. La fonction de maire est rétablie ,. |
| 17/11/1805     | 27/03/1807   | Fortuné Chieusse Combaud | Inconnu                   | Maire de Valensole, il est nommé administrateur provisoire de la Commune. |
| 27/03/1807     | 20/12/1812   | Pierre Joseph Aiglun     | Inconnu                   | Il est nommé. Il est le 1er maire qui exerce 2 mandats consécutifs. |
| 01/01/1813     | 13/12/1813   | Pierre Joseph Aiglun     | Inconnu                   | Il est cultivateur. Il est nommé avec effet rétroactif. Il est "démissionnaire" . |
| 13/12/1813     | 17/01/1815   | Denis Cogordan           | Monarchiste               | Il est nommé... mais révoqué . |
| 20/04/1815     | 05/08/1815   | Joseph Clément           | Bonapartiste              | Nommé, il est présente sa démission. |
| 25/08/1815     | 18/08/1818   | Joseph Chaudonny         | Inconnu                   | Le motif de sa démission est inconnu. |
| 06/09/1818     | 06/04/1821   | Joachim Martin           | Inconnu                   | Il démissionne ,. |
| 09/04/1821     | 10/12/1821   | Joseph Clément           | inconnu                   | Nommé, il décède en cours de mandat. |
| 11/02/1822     | 11/02/1826   | Albin Michel Tartanson   | Inconnu                   | Il est "notaire royal". |
| 10/01/1826     | 09/09/1830   | Albin Michel Tartanson   | Inconnu                   | Il démissionne pour raison de santé |
| 09/09/1830     | 16/10/1831   | Antoine Joseph Braissant | Inconnu                   | "Il est propriétaire",. |
| 17/12/1831     | 28/11/1834   | André Robert             | inconnu                   | il est ancien officier. |
| 02/12/1834     | 15/07/1837   | Jean- Baptiste Astoin    | inconnu                   | Il est nommé à 37 ans. ,. |
| 15/07/1837     | 28/03/1838   | Jean- Baptiste Astoin    | inconnu                   | Il exerce un 2d mandat. Il démissionne. |
| 10/06/1838     | 23/11/1840   | Albin Michel Tartanson   | Inconnu                   | Il assure 2 mandats successifs. |
| 23/11/1840     | 29/10/1843   | Albin Michel Tartanson   | Inconnu                   | Il démissionne pour raison de santé. |
| 29/10/1843     | 08/11/1846   | Jean, Antoine Arnoux     | inconnu                   | Il est nommé à 37 ans. ,. |
| 08/11/1846     | 16/04/1848   | Jean Antoine Arnoux      | inconnu                   | Il exerce un 2e mandat. Il démissionne . |
| 16/04/1848     | 08/09/1849   | Joachim Chaudony         | Républicain               | Il est médecin. Nommé à titre provisoire, il démissionne . |
| 02/09/1849     | 26/10/1850   | Louis Etienne Aiglun     | inconnu                   | Il est élu au suffrage universel censitaire, mais démissionne. |
| 27/10/1850     | 08/09/1849   | Joachim Chaudony         | Républicain               | Il exerce un mandat de transition. |
| 26/12/1850     | 16/12/1851   | Joseph Dethez            | Montagnard                | Ancien receveur des douanes, il est élu au suffrage universel censitaire. Il est destitué après le coup d'État du 2 décembre 1851 et condamné à la déportation en Algérie ,.                            |
| 16/12/1851     | 17/06/1855   | Jean Antoine Arnoux      | inconnu                   | Nommé par le colonel commandant l'état de siège du département. |
| 17/06/1855     | 12/11/1855   | Jean Antoine Arnoux      | Inconnu                   | Il exerce un 2e mandat. Il démissionne, il est nommé juge de Paix à Riez. |
| 12/11/1855     | 29/04/1856   | Louis Pierre Aiglun      | inconnu                   | [ 50 ] |
| 29/04/1856     | 05/03/1858   | Joseph Etienne Reynoard  | inconnu                   | Il est nommé par le nouveau Pouvoir. Il démissionne. |
| 05/05/1858     | 18/03/1860   | Jean- Baptiste Féraud    | inconnu                   | Il est nommé par arrêté préfectoral. |
| 18/03/1860     | 05/07/1863   | François Auguste Hugues  | inconnu                   | Il est notaire impérial. Nommé à titre transitoire, il est confirmé le 12 août 1860. |
| 05/07/1863     | 09/09/1865   | Michel Hugues            | inconnu                   | Il est géomètre. Il est nommé. Il exerce un mandat écourté. |
| 09/09/1865     | 22/11/1868   | Ambroise Laugier         | inconnu                   | C'est un sériciculteur renommé . |
| 22/11/1868     | 07/10/1870   | Louis Paul Laurens       | inconnu                   | Il est médecin. Il est nommé par l'Administration impériale et révoqué par la IIIeRépublique naissante.                                                                                                 |
| 07/10/1870     | 16/10/1870   | Joseph Dethez            | Montagnard                | Elu à l'unanimité Président de la Commission provisoire. Il démissionne pour raison de santé ,. |
| 17/10/1870     | 09/04/1871   | Jean- Baptiste Barnier   | inconnu                   | Il est commerçant, élu à l'unanimité Président de la Commission provisoire. |
| 09/04/1871     | 08/05/1871   | Louis Paul Laurens       | inconnu                   | Il est élu Président de la Commission provisoire, puis Maire . |
| 8 mai 1871     | 15/03/1874   | Joachim Chaudony         | Républicain               | Il est élu confortablement par 12 voix sur 16. |
| 15/03/1874     | 08/10/1876   | Albin Aubert             |                           | Il est médecin, il est nommé . |
| 08/10/1876     | 21/01/1878   | Joachim Chaudony         | Républicain               | Il est médecin.Elu, il exerce un mandat éphémère de 3 mois. |
| 21/01/1878     | 02/03/1879   | Joachim Chaudony         |                           | Il réélu, mais il démissionne . |
| 02/03/1879     | 23/01/1881   | Joachim Chaudony         |                           | Il est réélu par 12 voix sur 13 . |
| 23/01/1881     | 20/03/1881   | Joachim Chaudony         |                           | Il est réélu par 13 voix sur 15. |
| 24/04/1881     | 15/01/1882   | Elzéar Iris Reyne        |                           | Il est cultivateur. Il est Conseiller de l'Arrondissement du Canton des Mées en 1888 . Aucune délibération ne mentionne son élection.                                                                   |
| 15/01/1882     | 18 mai 1884  | Achille Henri Negre      | Radical                   | Il est hôtelier. Il est élu avec 10 voix sur 16.Aucune délibération ne mentionne son élection. |
| 18 mai 1884    | 12 juin 1887 | Pierre Jacques Aubert    |                           | Il est élu à 28 ans avec 8 voix sur 16 au 3e tour. Il démissionne pour raison de santé. |
| 12 juin 1887   | 20 mai 1888  | Jean-Baptiste Jaubert    |                           | Il est commerçant. Il est élu avec 11 voix sur 14 . |
| 20 mai 1888    | 15 mai 1892  | Jean-Baptiste Jaubert    |                           | Il exerce un 2e mandat. Il est élu avec 9 voix sur 15 . |
| 15 mai 1892    | 17/05/1896   | Auguste Siaud            | Conservateur              | Il est agriculteur. Elu avec 13 voix sur 16. |
| 17/05/1896     | 20/05/1900   | Auguste Siaud            | Conservateur              | Elu avec 15 voix sur 16 pour un 2e mandat. En 1899,il est élu Conseiller Général du Canton des Mées,.                                                                                                   |
| 15/05/1900     | 15/05/1904   | Auguste Siaud            | Conservateur              | Sans réel adversaire, il est élu pour un 3emandat avec 15 voix sur 16. |
| 15/05/1904     | 26/12/1907   | Achille Henri Negre      | Radical                   | Il est élu pour un 4e mandat avec 14 voix sur 16. |
| 17/05/1908     | 10/07/1910   | Pierre Archange Aubert   | Radical                   | Il est médecin, Conseiller général des Mées en 1901. Il est élu à l'unanimité. Il démissionne pour raison de santé .                                                                                    |
| 10/07/1910     | 19/05/1912   | Joseph Plane             | Inconnu                   | Il est rentier. Il exerce un mandat qui complète celui de Pierre Aubert, démissionnaire . |
| 19/05/1912     | 07/01/1919   | Joseph Plane             | Inconnu                   | Il exerce un 2d mandat exceptionnel d'une durée de 7 ans. |
| 17/05/1919     | 17/05/1925   | Victor Gérard            | SFIO                      | Elu avec 15 voix sur 16. Conseiller général des Mées en 1923.Il exerce 4 mandats successifs. |
| 17/05/1925     | 19/05/1929   | Victor Gérard            | SFIO                      | Il recueille 13 voix sur 14 . |
| 19/05/1929     | 19/05/1935   | Victor Gérard            | SFIO                      | Il est élu avec 11 voix sur 16. |
| 19/05/1935     | 25/12/1940   | Victor Gérard            | SFIO                      | Il est élu à l'unanimité. Il est révoqué par Vichy. |
| 05/02/1941     | 04/08/1942   | Auguste Baille           | Inconnu                   | Il est commerçant, nommé Président de la délégation spéciale. Il démissionne . |
| 17/08/1942     | 21 août 1944 | Elie Barou               | Inconnu                   | Retraité, il est nommé Président de la délégation spéciale en remplacement de A. Baille,. |
| 21/08/1944     | 16/05/1945   | Justin Reynaud           |                           | Il est commerçant. Il est 1er adjoint sous la municipalité V. Gérard. Il est élu par le Conseil Municipal de V. Gérard convoqué par le Comité local de libération .                                     |
| 17/05/1945     | 02/11/1947   | Émile Bonnet             | Classé à gauche           | Il est cultivateur. Il est élu à l'unanimité. |
| 02/11/1947     | 26/04/1953   | Marcel Sauvecane         | SFIO                      | Il est agent EDF. Il est élu avec 9 voix sur 16. |
| 26/04/1953     | 22/04/1959   | Marcel Sauvecane         | SFIO                      | Il est élu à l'unanimité . |
| 22/04/1959     | 21/03/1965   | Marcel Sauvecane         | SFIO                      | Il est élu, mais la délibération ne figure pas dans le registre des délibérations du Conseil Municipal.Il est élu Conseiller général des Mées en 1961.                                                  |
| 21/03/1965     | 28/03/1971   | Marcel Sauvecane         | SFIO                      | Il est retraité. Il est élu avec 13 voix sur 21. |
| 28/03/1971     | 20/07/1975   | Marcel Sauvecane         | SFIO                      | Il est élu avec 15 voix sur 21.Il est réélu conseiller général des Mées en 1971.Il décède en cours de mandat le 6 juin 1975.                                                                            |
| 21/07/1975     | 20/03/1977   | Jean Santucci            | PS                        | Il est médecin. Il exerce un mandat de transition de 2 ans à la suite du décès de M. Sauvecane. Il est élu Maire avec 15 voix sur 19.                                                                   |
| 20/03/1977     | 13/03/1983   | Jean Santucci            | PS                        | Sans réelle opposition, il est élu maire avec 20 suffrages sur 23. Il est réélu Conseiller général des Mées en 1982.                                                                                    |
| 13/03/1983     | 12/03/1989   | Jean Santucci            | PS                        | Il est réélu avec 22 voix sur 23.Il est réélu Conseiller général des Mées en 1988. |
| 12/03/1989     | 29/05/1995   | Jean Santucci            | PS                        | Il est réélu Conseiller général des Mées en 1994. |
| 29/05/1995     | 11/03/2001   | Michel Vittenet          | UDF puis DVD              | Pharmacien. Il est le premier Maire de droite depuis 1919. Elu 1er Vice-Président de la CC Intercommunalité du Luberon Oriental                                                                         |
| 11/03/2001     | 16/03/2008   | Michel Vittenet,         | UDF puis DVD puis UDI-PRV | Il est réélu Maire pour un 2emandat. Elu 1er Vice-Président de la CC Intercommunalité du Luberon Oriental.                                                                                              |
| 16/03/2008     | 11/03/2014   | Michel Vittenet,         | UDF puis DVD puis UDI-PRV | Il est réélu Maire pour un 3e mandat. Il reste 1er Vice-Président de la CC Intercommunalité du Luberon Oriental jusqu'en 2012 Elu 4e Vice-Président de Durance-Luberon-Verdon Agglomération depuis 2013 |
| 11/03/2014     | 28/06/2020   | Michel Vittenet,         | UDF puis DVD puis UDI-PRV | Il est réélu Maire pour un 4emandat prolongé de 3 mois à la suite de la pandémie du Covid 19. Elu 4e Vice-Président de Durance-Luberon-Verdon Agglomération.                                            |
| 3 juillet 2020 | En cours     | Benoit Gauvan            | LREM                      | |

En 1941, le maire Victor Gérard est révoqué après un accrochage verbal avec le commandant du camp d'internement de la ville. Le 6 juin 1941, il est révoqué de son mandat de Conseiller général (In l'éclaireur de Nice- AD 04). Le 29 septembre 1941, il est révoqué de son mandat de juge suppléant (In AD 04 Le petit Marseillais)
Le Dr Santucci, maire pendant vingt ans sous l'étiquette du PS, souhaitait au départ se présenter aux élections municipales comme candidat du parti de droite, le Rassemblement pour la République.